# Phyllonorycter hissarella
Phyllonorycter hissarella är en fjärilsart som beskrevs av Remigijus Noreika 1993. Phyllonorycter hissarella ingår i släktet guldmalar, och familjen styltmalar. Inga underarter finns listade i Catalogue of Life.